# Marquiskrone

Marquiskrone

Die Marquiskrone ist ein Rang- und Würdezeichen für Personen und Familien, die ein Recht auf das Prädikat „Marquis“ haben. 
Die Krone ist eine heraldisches Form für Wappen mit Rangkrone. Im weitesten Sinn ist es eine Markgrafenkrone und besteht aus einem Stirnreif mit drei Blatt- und zwei Perlenzinken im Wechsel. Auf den Perlenzinken befinden sich drei Perlen. Länderabhängig gab es immer kleine Unterschiede. Italien, Frankreich (die alte Form hatte einst drei einfache Perlenzinken), Spanien und auch Dänemark hatten eine gleiche Kronenform. In England hatte sie eine Purpurmütze, wie es hier generell üblich war.
Abweichend war die Marquiskrone in Deutschland, Österreich, Schweden und Norwegen. Hier entsprach sie der alten Grafenkrone. In Belgien und den Niederlanden hatte die Krone zwei Blattzinken mehr.